# Jonathan Okita
Jonathan Yula Okita (Colonia, 5 ottobre 1995) è un calciatore congolese (Repubblica Democratica del Congo), attaccante del Bodrum.

## Caratteristiche tecniche
È un'ala destra.

## Carriera

### Club
Cresciuto nel settore giovanile del Tubize-Braine, debutta in prima squadra il 10 agosto 2013 in occasione dell'incontro di Tweede klasse perso 3-1 contro il Francs Borains.
Dopo alcuni prestiti negli anni seguenti, nel 2017 si trasferisce a titolo definitivo al MVV, in Eerste Divisie; autore di 18 reti in 32 presenze, al termine della stagione viene acquistato dal N.E.C..
Il 23 maggio 2021 nella finale dei play-off contro il NAC Breda realizza la rete del definitivo 2-1 che consente al club di centrare la promozione in Eredivisie.
Il 23 giugno 2022 firma un contratto triennale con lo Zurigo.

### Nazionale
Nel 2021 ha giocato una partita nella nazionale congolese.

## Statistiche

### Presenze e reti nei club
Statistiche aggiornate al 3 aprile 2022.
| Stagione        | Squadra              | Campionato      | Campionato | Campionato | Coppe nazionali | Coppe nazionali | Coppe nazionali | Coppe continentali | Coppe continentali | Coppe continentali | Altre coppe | Altre coppe | Altre coppe | Totale | Totale |
| Stagione        | Squadra              | Comp            | Pres       | Reti       | Comp            | Pres            | Reti            | Comp               | Pres               | Reti               | Comp        | Pres        | Reti        | Pres   | Reti   |
| --------------- | -------------------- | --------------- | ---------- | ---------- | --------------- | --------------- | --------------- | ------------------ | ------------------ | ------------------ | ----------- | ----------- | ----------- | ------ | ------ |
| 2013-2014       | Tubize-Braine        | D2              | 16         | 0          | CB              | 0               | 0               |                    | -                  | -                  |             | -           | -           | 16     | 0      |
| 2015-2016       | Standard Liegi       | D1              | 2          | 0          | CB              | 0               | 0               |                    | -                  | -                  |             | -           | -           | 2      | 0      |
| 2016-gen. 2017  | Roeselare            | D2              | 0          | 0          | CB              | 0               | 0               |                    | -                  | -                  |             | -           | -           | 0      | 0      |
| gen.-giu. 2017  | Union Saint-Gilloise | D2              | 6          | 0          | CB              | 0               | 0               |                    | -                  | -                  |             | -           | -           | 6      | 0      |
| 2017-2018       | MVV                  | 1D              | 32+2       | 18+1       | CO              | 1               | 0               |                    | -                  | -                  |             | -           | -           | 35     | 19     |
| 2018-2019       | N.E.C.               | 1D              | 37+2       | 15+0       | CO              | 2               | 0               |                    | -                  | -                  |             | -           | -           | 41     | 15     |
| 2019-2020       | N.E.C.               | 1D              | 27         | 6          | CO              | 1               | 0               |                    | -                  | -                  |             | -           | -           | 84     | 6      |
| 2020-2021       | N.E.C.               | 1D              | 33+3       | 4+4        | CO              | 2               | 0               |                    | -                  | -                  |             | -           | -           | 38     | 8      |
| 2021-2022       | N.E.C.               | ED              | 21         | 6          | CO              | 2               | 0               |                    | -                  | -                  |             | -           | -           | 23     | 6      |
| Totale carriera | Totale carriera      | Totale carriera | 184        | 54         |                 | 8               | 0               |                    | -                  | -                  |             | -           | -           | 192    | 54     |